# HarperCollins México
HarperCollins México, con sede en la Ciudad de México, es la filial de HarperCollins Publishers en México y en Colombia. Llegaron a México en 2012 para publicar libros impresos y electrónicos (e-books) bajo los sellos de HarperCollins México, HarperBolsillo y Vida México al igual que distribuye libros del sello Grupo Nelson, Vida, CLIE, HarperCollins Leadership, HarperCollins Español y HarperCollins Ibérica. Publican a más de 40 autores locales entre ellos se encuentra Daniel Habif con su libro "Inquebrantable". En la actualidad se destaca por ser una editorial que publica de temas como Autoayuda, Biografías, Ficción, Negocios y Espiritualidad.
HarperCollins Publishers es la segunda más grande editorial de libros de consumo en el mundo teniendo presencia en 17 países y publican más de 100,000 libros nuevos cada año, en 16 idiomas y cuentan con un catálogo de más de 200,000 títulos tanto impresos como digitales. Algunos de los autores publicados por HarperCollins Publishers han ganado premios como el Premio Nobel, el Premio Pulitzer, el Premio Nacional del Libros, las Medallas Newbery y Caldecott y el Premio Man Booker.

## Historia
HarperCollins fue fundada en la Ciudad de Nueva York en 1817 por los hermanos James y John Harper como J. & J. Harper después cambiaron a Harper & Brothers. Para 1987, como Harper & Row, fue adquirida por News Corporation que es considerado como uno de los mayores grupos de comunicación del mundo que factura más de 40,000 millones de euros al año teniendo medios impresos como The Times, The New York Post, en medios visuales cuenta con cadenas televisivas.
En 1990 New Corporation adquiere a British publisher William Collins & Sons fundada en 1819 por William Collins & Sons publicando una variedad de biblias, atlas, diccionarios y reediciones de clásicos de entre ellos autores como Agatha Christie, J. R. R. Tolkien y C. S. Lewis.
Hoy en día la compañía consiste en HarperCollins General Books Grupo, HarperCollins Children´s Books, HarperCollins Christian Publishing, HarperCollins UK, HarperCollins Canada, HarperCollins Australia/New Zealanda, HarperCollins India, HarperCollins Germany, HarperCollins Español, HarperCollins Ibérica, HarperCollins Japan, HarperCollins Holland, HarperCollins Nordic, HarperCollins Polska, HarperCollins France, HarperCollins Italy, HarperCollins Brasil, HarperCollins México y Harlequin. HarperCollins es una subsidiaria de NewsCorp.

## Autores publicados por HarperCollins México
| - Claudia Ducland - Wendy Maltz - Clayton M. Christensen - Julio Hernández - Adina Chelminsky - Temóris Grecko - Lynda La Plante - Silvia Foti - J. Jesús Lemus - Diana Graber - Marco Malvadi - Christopher Mlalazi - Tilman Fertitta | - Mark Manson - Eduardo Ruales - Tatiana Clouther - Valeria Guerra - Brittany Kaiser - Eileen Truax - Diego Fonseca - Daniel Habif - Wednesday Martin - Monique Vinay - George Bernanos - Dan Sam - Efosa Ojomo | - Karen Dillon - Ken Blanchard - Joanne Moody - Alex Hutchinson - Walter Wangering Jr. - Gene Simmons - Matthew Bolton - Vale Villa - Francisco Haghenbeck - Brian Welch - Peter Wallis - Joseph Wilkins - Anna Roig | - José Agustín Ortíz Pinchetti - Adi Alsaid - León Arsenal - José Ignacio Pérez Cabana - Reinaldo Montero - Philippe Ollé-Laprune - Rogelio Guedea - Ian Morgan Cron - Alejandro Solalinde - Karla Maria Gutiérrez - Bernardo Barranco |